# Гробов, Олег Фёдорович
Олег Фёдорович Гробов (28 сентября 1932, Москва, РСФСР — 1 апреля 2017, там же, Российская Федерация) — советский и российский учёный, специалист по патологиям пчёл и их лечению.
Лауреат премии Правительства РФ в области науки и техники (1996).
Заслуженный деятель науки Российской Федерации (1992).

## Биография
В 1956 году с отличием окончил Московскую ветеринарную академию. Затем работал ветеринарным врачом, а после — в ВИЭВ, где в 1959—1962 гг. прошел ступени профессионального роста: аспирант, затем — старший научный сотрудник, а с 1965 года и до конца жизни — заведующий отделом охраны полезной энтомофауны (до 2002 — лаборатория профилактики болезней и экологической охраны пчёл, до 1982 — лаборатория по изучению болезней пчёл).
В 1964 защитил кандидатскую, в 1980 — докторскую диссертации. Профессор. Подготовил 22 кандидата и 5 докторов наук.
Являлся членом Международной постоянной комиссии по патологии пчел Апимондии, Национального комитета по пчеловодству, экспертом Высшей аттестационной комиссии.
Также состоял в редколлегии журнала «Пчеловодство».
Автор 342 научных работ и пяти монографий, имеет 17 авторских свидетельств.

## Награды и звания
- Премия Правительства Российской Федерации в области науки и техники (1996)
- Заслуженный деятель науки Российской Федерации (31 декабря 1992) — за заслуги в научной деятельности
- 1-й премия отделения ветеринарной медицины РАСХН

## Избранные научные труды
- Гробов, О. Ф. Болезни и вредители медоносных пчёл: справочник / О. Ф. Гробов, А. М. Смирнов, Е. Т. Попов. — Москва: Агропромиздат, 1987. — 335 с.
- Гробов, О. Ф. Болезни и вредители пчёл: учебное пособие / О. Ф. Гробов, А. К. Лихотин. — Москва: Агропромиздат, 1989. — 238 с. — (Учебники и учебные пособия для студ. средних спец. учеб. заведений. Ветеринария). — ISBN 5-10-001306-0
- Пчелиный клещ Varroa Jacobsoni: монография / И. А. Акимов, О. Ф. Гробов, И. В. Пилецкая и др. — Киев: Наукова думка, 1993. — 256 c. — ISBN 5-12-003583-3
- Гробов, О. Ф. Болезни и вредители пчел: учеб. пособие для сред. проф. образования. По спец. «Пчеловодство» / О. Ф. Гробов, А. К. Лихотин. — 2-е изд., перераб. и доп. — М .: Мир, 2003 ; М .: Колос, 2003. — 286 с. — (Учебник) (Учебники и учебные пособия для студ. средних спец. учеб. заведений). — ISBN 5-03-003569-9